# Козице (Слатина)
Козице су насељено место у саставу града Слатине у Вировитичко-подравској жупанији, Република Хрватска.

## Историја
До територијалне реорганизације у Хрватској налазиле су се у саставу старе општине Подравска Слатина.

## Становништво
На попису становништва 2011. године, Козице су имале 511 становника.

## Попис 1991.
На попису становништва 1991. године, насељено место Козице је имало 640 становника, следећег националног састава:
| Попис 1991.‍  | Попис 1991.‍  | Попис 1991.‍ | Попис 1991.‍ | Попис 1991.‍ |
| ------------ | ------------ | ----------- | ----------- | ----------- |
|              |              |             |             |             |
| Хрвати       | Хрвати       |             | 527         | 82,34%      |
| Срби         | Срби         |             | 62          | 9,68%       |
| Југословени  | Југословени  |             | 21          | 3,28%       |
| Мађари       | Мађари       |             | 1           | 0,15%       |
| Турци        | Турци        |             | 1           | 0,15%       |
| Украјинци    | Украјинци    |             | 1           | 0,15%       |
| неопредељени | неопредељени |             | 5           | 0,78%       |
| непознато    | непознато    |             | 22          | 3,43%       |
| укупно: 640  |              |             |             |             |